# Fritz-Reuter-Literaturpreis
Der Fritz-Reuter-Literaturpreis wird seit 1999 jährlich vom Fritz-Reuter-Literaturmuseum und der Stadt Stavenhagen für neue Literatur in niederdeutscher Sprache (Lyrik/Prosa) oder für sprach- und literaturwissenschaftliche Arbeiten vergeben. Der Preis ist mit 3.000 Euro dotiert und wird durch die Stadt Stavenhagen und die Sparkasse Neubrandenburg-Demmin finanziert. Die Stifter verleihen den Preis traditionell am 7. November, dem Geburtstag Fritz Reuters, in dessen Heimatstadt Stavenhagen im Schloss.
Vorschläge für oder Bewerbungen um den Fritz-Reuter-Literaturpreis sind bis zum 1. September eines Jahres an das Fritz-Reuter-Literaturmuseum Stavenhagen einzusenden. Über die Vergabe entscheiden die Stifter und eine Fachjury. Die Schriften der Bewerber sollen innerhalb der letzten drei Jahre gedruckt veröffentlicht worden sein. Beschränkungen hinsichtlich des Wohnortes des Autors gibt es nicht.

## Preisträger
- 1999: Johann Diedrich Bellmann
- 2000: Jürgen Grambow
- 2001: Wolfgang Siegmund
- 2002: Hartmut Brun
- 2003: Wolfgang Mahnke
- 2004: Arnold Hückstädt
- 2005: Wolfgang Müns
- 2006: Lisa Milbret
- 2007: Redaktionskollegium der Zeitschrift Quickborn
- 2008: Dietrich Sabban
- 2009: Heinz Pantzier
- 2010: Manfred Brümmer
- 2011: Bund Niederdeutscher Autoren e.V.
- 2012: Ursula Kurz
- 2013: Jens Jacobsen und Frerk Möller
- 2014: Gerd Richardt und Wolfgang Siegmund
- 2015: Siegfried A. Neumann
- 2016: Hans-Hermann Briese, Johannes Diekhoff (postum) und Carl-Heinz Dirks als Herausgeber der ostfriesischen Literaturzeitschrift Diesel und der Münsterländer Klaus-Werner Kahl
- 2017: Hartwig Suhrbier
- 2018: Helmut Hillmann[2][3]
- 2019: Anke Ortlieb für ihr Kinderbuch Mäh! Maa! Möh! Versteihst?, erschienen im Demmler Verlag, Ribnitz-Damgarten[4]
- 2020: Gisbert Strotdrees für Im Anfang war die Woort. Flurnamen in Westfalen[5]
- 2021: Edeltraud Richter für Plietschen Kram: Plattdüütsche Gedichte un Geschichten ut uns Dag[6]
- 2022: Birte Arendt (Uni Greifswald) und Robert Langhanke (Uni Flensburg), Herausgeber des Sachbuchs Niederdeutschdidaktik[7]
- 2023: Gerd Spiekermann für sein Hörbuch Reeg di nich up[8]
- 2024: Dieter Lohmeier mit der für die Klaus-Groth-Gesellschaft herausgegebenen Publikation Klaus Groth und Karl Müllenhoff. Der Briefwechsel 1852–1858[9]